# Fotosyntese
| 1. Kutikula 2. Epidermis 3. Palissadevæv 4. Svampevæv 5. Epidermis (underside af bladet) | 6. Spalteåbning 7. Læbeceller 8. Vedkar 9. Sikar 10. Karstreng |

Fotosyntese (af Græsk: φῶς phōs =”lys” + σύνθεσις sýnthesis = ”sammensætning”) er betegnelsen for levende organismers dannelse af organisk stof ved anvendelse af energi fra lys – hovedsageligt lys fra Solen (solenergi). Energien fra lyset optages ved hjælp af visse farvepigmenter og omdannes til kemisk energi. Processen kan også beskrives som levende organismers omdannelse af lysenergi til kemisk energi. Der er to typer fotosyntiske processer, oxygenisk fotosyntese og anoxisk fotosyntese. 
Fotosyntesen er ikke kun den vigtigste biokemiske proces på kloden, men også én af de ældste. Ved dannelsen af organiske stoffer danner den direkte eller indirekte energigrundlaget for næsten alle økosystemer, nemlig ved at skaffe dem energi og byggeelementer. Der er fundet bakterielignende mikrofossiler efter organismer, der muligvis havde fotosyntese, og som levede for 3,7 milliarder år siden. Fotosyntesen er en sammensat proces, der foregår hos de grønne planter, alger og visse bakterier (cyanobakterierne) samt hos visse protister. Fotosyntese-organismer kaldes også for fotoautotrofe.
Fotosyntesens råmaterialer er CO2 og vand. Energikilden er lys (dvs. elektromagnetisk stråling). Produktet er energirige kulhydrater såsom sukrose, glukose og stivelse. Som et affaldsprodukt dannes der molekylær ilt. Processen påvirkes af omgivelserne, og fotosynteseraten er afhængig af koncentrationen af CO2 i luften, lysintensiteten og temperaturen.
Der er næppe tvivl om, at dette forløb er den vigtigste, biologiske proces, da næsten alt liv på Jorden er afhængig af den – direkte eller indirekte. Om natten går fotosyntesen i stå, men planten fortsætter sin ånding. I løbet af et døgn er produktionen af CO2 fra den samlede ånding dog i reglen mindre end udskillelsen af ilt fra dagtimernes fotosyntese. Det er baggrunden for, at man kan sige, at planten producerer ilt. Det udtrykker blot, at planten gennem sit liv har et nettooverskud af iltafgivelse, hvad der hænger nøje sammen med plantens opbygning af organisk stof, baseret på optagelse af CO2.

## Oversigt
Fotosyntesen består i en række komplekse, biokemiske processer, som dels er lysafhængige og dels ikke-lysafhængige. Nu til dags foretrækker mange at benævne dem primær- og sekundærprocesser, da de andre betegnelser kan være vildledende.
I primærprocessen (tidligere: "lysprocessen") dannes der først noget kemisk energi under udnyttelse af sollyset. Den kemiske energi findes i form af ATP og reduktionsmidlet NADPH. ATP og NADPH bliver brugt i den tilhørende, sekundære proces (tidligere: "mørkeprocessen"), sådan at der dannes organiske stoffer, hovedsageligt glukose. I den forbindelse bliver CO2 omdannet til glukose med ATP som energikilde og NADPH som reduktionsmiddel. NADPH afgiver i dette forløb den transporterede brint og to elektroner og bliver derved selv oxideret til NADP+.
Hos planterne sker dannelsen af glukose i grønkornene, som ligger i cellerne. De lysafhængige processer sker i thylakoiderne, mens de ikke-lyskrævende processer (Calvincyklus) sker i stroma eller i cellens cytoplasma.
Fotosyntesen foregår i to trin:
1. I det første trin opfanger "lyskrævende processer" eller "fotokemiske processer" (også kaldet "lysprocesser") elektromagnetisk stråling i form af sollys. Det sker ved hjælp af forskellige farvestoffer (klorofyl-, fykobilin-, karotinoid- og bakterierhodopsinfarver). Umiddelbart derefter følger en omdannelse af den elektromagnetiske energi til kemisk energi, bundet i energirige molekyler.

### 1. De fotokemiske processer
I de fotokemiske processer eller "lysprocessen" optager et molekyle af farvestoffet klorofyl en foton og mister en elektron. Denne elektron gives videre til en omdannet form af klorofyl, som hedder feofytin, der sender elektronen videre til et quinonmolekyle. Det indleder en elektronstrøm langs en transportkæde, der i sidste ende medfører en reduktion af stoffet NADP, så der dannes NADPH. Desuden skabes der en strøm af brintioner (protongradient) gennem grønkornets membran. Dette overskud udnyttes af enzymet ATP-syntase til en sideløbende dannelse af stoffet ATP. Klorofylmolekylet genvinder den tabte elektron fra et vandmolekyle i en proces, der kaldes fotolyse, og som slutter med at der afgives et O2molekyle til omgivelserne.
De fotokemiske processer kan opsummeres sådan:

### 2. Calvincyklus
I den sekundære proces eller "mørkeprocessen" opfanger enzymet RuBisCO CO2 fra atmosfæren og behandler det ved hjælp af det nydannede NADPH, så der kan dannes kulhydrater med 3 kulstofatomer i et forløb, som kaldes Calvin-Bensons cyklus eller bare Calvincyklus. Disse kulhydrater bliver senere kombineret, så der dannes sukrose og stivelse.
I løbet af det andet trin bruger de sekundære processer (også kaldet Calvincyklus og tidligere kendt som "mørkeprocesserne") de energirige molekyler til at opfange og reducere CO2 (også kaldet kulstofbinding). Derved dannes der nye, organiske forbindelser, forløbere for kulhydrater, der bruges af levende organismer både som grundlag for stofskifte med henblik på vækst og som energikilde.
En Calvincyklus kan beskrives sådan:
Dannelsen af disse stoffer udgår i langt de fleste tilfælde fra den meget energifattige, uorganiske kulstofforbindelse CO2. I ganske få tilfælde kan den bygge på simple, energifattige, organiske kulstofforbindelser. Under alle omstændigheder bliver disse udgangsstoffer som nævnt reduceret. Som reduktionsmidler bruges simple, uorganiske stoffer: vand (H2O), molekylært brint (H2), svovlbrinte eller enkle, organiske stoffer (som syrer og alkoholer, som f.eks. eddikesyre eller etanol). Det afhænger af den pågældende organisme og de enzymer, den har til sin rådighed, hvilke af de reducerende stoffer, der bliver brugt.
Lysenergien og CO2 bruges til at danne stoffet triosefosfat (G3P). G3P kan derfor betragtes som det umiddelbare slutprodukt af fotosyntesen. Dette stof kan derefter bruges som en energikilde i stofskiftet, eller det kan kombineres og omdannes, så der opstår monosaccharider eller disaccharider. Det er sukkertyper, der kendes som f.eks. henholdsvis glukose eller sukrose. Disse stoffer kan transporteres til andre celler, hvor de kan oplagres som uopløselige polysaccharider som f.eks. stivelse, eller de kan omdannes til afstivende kulhydrater så som cellulose eller glucaner.

### Rækkefølge
Ovenfor har fotosyntesen været beskrevet i to trin, men disse to kan opdeles i fire faser:
1. I den første foregår energioverførelsen i klorofylet inden for en tidsramme mellem 1 femtosekund til 1 picosekund [1 femtosekund (fa) = 10-15 s og 1 picosekund (ps) = 10-12 s].
2. I den anden fase foregår overførslen af elektroner i de fotokemiske processer inden for tidsrammen mellem 1 picosekund og 1 nanosekund [1 nanosekund (ns) = 10-9 s].
3. I den tredje fase, hvor processen drejer sig om elektrontransport og dannelse af ATP, foregår det inden for en tidsrammen mellem 1 mikrosekund [1 microsekund (μs) = 10-6 s] og 1 millisekund [1 millisekund (ms) = 10-3 s).
4. Og i den fjerde fase foregår kulstofbindingen og eksporten af stabile kulhydrater inden for en tidsramme mellem 1 milisekund og 1 sekund. De første tre faser foregår i thylakoidmembranen.

Hver eneste af faserne i fotosyntesen finder sted i et særligt organel: grønkornet. Dette organel har meget varierede membranstrukturer, hvor der sidder adskillige typer af proteiner. Blandt dem har de såkaldte "antenner" et stort antal farvestoffer, hvor de mest kendte er klorofylfarverne. Disse antenner øger den effektive del af systemet, der skal indfange lysenergi og tillade at skabe den energistrøm, som fører videre til andre proteiner i membranerne. Her findes centrene for de processer, der omformer lysenergi til kemisk energi.

### Opsummering
Når udgangspunktet er CO2, kan fotosyntesens bruttoformel opstilles generelt og forenklet på følgende måde:
{\displaystyle \mathrm {2\;H_{2}A+CO_{2}\rightarrow {}<CH_{2}O>+2\;A+H_{2}O} }
H2A står her som alment symbol for det reducerende stof og <CH2O> for alle dannede, energirige, organiske stoffer.
Med ilt som det reducerende stof kan ovenstående formel alternativt skrives som:
{\displaystyle \mathrm {12\;H_{2}O+6\;CO_{2}+fotoner\rightarrow {}C_{6}H_{12}O_{6}+6\;O_{2}+6\;H_{2}O} }
I kemitekster på begynderniveau vises formlen ofte i en endnu mere forenklet form (bemærk, at 6 enheder vand udelades på begge sider af pilen):
{\displaystyle \mathrm {6\;H_{2}O+6\;CO_{2}\rightarrow C_{6}H_{12}O_{6}+6\;O_{2}} }
Det bør bemærkes, at "kemisk energi" i virkeligheden henviser til 12 molekyler NADPH + H+ og ATP. Det er nævnt, at 2. trin bruger kemisk energi, som er dannet under det 1. fotokemiske trin. Det 2. trin er derfor lige så afhængigt af lyset som det 1., bare indirekte. Det er grunden til, at den ofte brugte vending, "mørkeprocessen", er ude af trit med virkeligheden.

## Deltaljeret beskrivelse af forløbet

### Fotosystem II
Fotosystem II (navnet skyldes, at det først blev beskrevet i anden omgang) og nogle cytokrom-komplekser er ansvarlige for afgivelsen af ilt til atmosfæren, og de skaber ATP ud fra ADP og en fosfation.
1. Et farvestof fra LHC opfanger en foton, som svarer til den bølgelængde, som netop dette farvestof kan optage. En elektron i farvestoffet får forøget energi, og energien videregives til et andet farvestof.
2. På denne måde flyttes energien ind i procescentret for fotosystem II.
3. P680 er et klorofylmolekyle, som befinder sig i fotosystem IIs procescentrum. Det er forbundet med et feofytinmolekyle (FEO). P680 er indrettet til at opfange fotoner med en bølgelængde omkring 680 nm. Når dette molekyle modtager energi via LHC eller ved, at det selv opfanger en foton, overføres en af dets egne elektroner til en energirig tilstand[6] Denne elektron får ikke tid til at vende tilbage til sin normale tilstand, før den opfanges af FEO-molekylet.
4. FEO er et klorofylmolekyle, som mangler det centrale magnesiumatom. I stedet har det to brintatomer. Dette molekyle opfanger den energirige elektron fra P680.
5. Nu vender vi tilbage til P680: Dette molekyle har netop tabt en elektron, og det må straks finde en ny for at forblive stabilt. Tyrosin Z (TYR Z) er den første elektrondonor i fotosystem II. Dette molekyle skal afgive en elektron til P680, og da stoffet har en hydroxydgruppe, kan det fastholde stabilitet ved at afgive et brintatom derfra. Dette brint bliver frigivet i form af en proton, for den tilhørende elektron er overdraget til P680.
6. TYR Z må også søge tilbage til en stabil form, hvis processen skal kunne fortsætte. Det sidder på siden af thylakoidets indvendige skillevægge, og det er forbundet med to vandmolekyler. Når TYR Z har mistet sin elektron, forsyner det sig med med en brintatom fra vandet, og så er det tilbage i en stabil tilstand. Dette forløb gentages fire gange, og de to iltatomer, som derved bliver frigivet, forenes og danner O2 (atmosfærisk ilt).
7. Nu vender vi tilbage til FEO, som netop har modtaget en elektron. Denne elektron bliver derpå overtaget af et andet molekyle, der afleverer den til stoffet plastoquinon (PK). Det må optage en proton fra stroma for at forblive stabilt. En ny elektron ankommer, og PK optager så endnu en proton.
8. PK retter sig mod cytokromkomplekterne, som kaldes ”b6/f”. Det frigiver sine protoner inde i thylakoidets indre og afgiver sine elektroner til cytokromkomplekserne.
9. Derefter er der alt for mange protoner i thylakoidets indre i forhold til stroma. Membranen er meget lidt gennemtrængelig for protoner, og de tvinges derfor til at søge ud via en kanal, som skabes af enzymet ATP-syntase. Det, at en proton går gennem kanalen, skaber den nødvendige energi, for at dette enzym kan skabe ATP[7].

Ved den lyskrævende proces bliver lysenergi omdannet til kemisk energi (ATP). Samtidig dannes der et reduktionsmiddel, der bruges ved reduktionen af CO2, idet nemlig coenzymet NADP+ (Nicotinamidadenindinukleotidphosphat) midlertidigt bliver reduceret til NADPH ved anvendelse af to elektroner og én brint-ion (proton). Denne proces blev opdaget i 1954 af den US-amerikanske biolog, Daniel I. Arnon.

### Fotosystem I
Fotosystem I er ansvarligt for afgivelsen af NADPH til stroma. Processen kaldes også den ikke-cykliske fosforylisering, for her vender elektronerne ikke på noget tidspunkt tilbage til samme molekyle.
1. Plastocyaninet (PC) optager en elektron fra cytokromkomplekserne b6/f og bringer den til klorofyl P700.
2. P700 er et klorofylmolekyle, som opfanger fotoner med en bølgelængde omkring 700 nm. Fotosystem I virker på samme måde som fotosystem II: LHC'erne sender deres energi til P700, som taber en elektron til et andet molekyle. Denne elektron bliver erstattet med én fra procescentret.
3. Den elektron, som P700 har tabt, bliver opfanget af et klorofylmolekyle, som på sin side afgiver den til et nyt molekyle. Dette gentages nogle gange under gradvis tab af energi i elektronen, indtil den bliver optaget af stoffet ferredoxin.
4. Ferredoxin er et molekyle, der består af to jernatomer og to svovlatomer. Det befinder sig tæt ved stroma mellem cytokromkomplekserne og fotosystem I. Stoffet kan afgive elektroner til adskillige andre stofskifteprocesser, f.eks. omsætningerne af kvælstof. Her, hvor det drejer sig om fotosyntesen, afgiver det sin elektron til et enzym, som kaldes ferredoxin-NADP-reduktase, og som befinder sig i stroma. Det binder to protoner, hentet fra stroma, sammen med et molekyle NADP ved hjælp af den elektron, som det netop har modtaget.

Elektronerne, der er opsparet i fotosystem II videregives fra PQ via et cytokromkompleks til stoffet plastocyanin (PC). Ved denne overførelse bliver der pr. elektron desuden transporteret en H+ fra grønkornenes stroma over i thylakoidmembranernes indre. Brintionerne bidrager til opbygning af det kemiosmotiske tryk på tværs af membranen, som fører til skabelsen af ATP.
Anvendelsen af lyssamlerkomplekser med forskellige farvestoffer har to fordele: For det første kan der udnyttes flere fotoner pr. tidsenhed, fordi de bliver opfanget og ledt videre på et større areal end det, som klorofylet i processens centrum dækker. For det andet kan der opfanges og udnyttes lys i flere bølgelængder end den, som klorofylet selv modtager, når der bruges farvestoffer med forskellige absorptionsspektre i lyssamlerkomplekserne.

### Cyklisk fosforylering
Den cykliske fosforylering træder i kraft, når NADPH-niveauet bliver for højt, for der skal bruges mere ATP end NADPH.
1. P700 i fotosystem I er blevet energirigt, en elektron er afgivet, og kæden af elektronoverførsler går i gang, indtil elektronen sidder på ferredoxinet. Dette stof flytter sig hen til plastoquinonet, og overfører en elektron til det.
2. Plastoquinonet optager en proton fra stroma og processen gentages. Nu har plastoquinonet to protoner og overflytter dem til cytokromkomplekserne b6/f, der bevæger dem ind i lumen.
3. Electronerne vender tilbage til P700 via plastocyaninet.
4. De protoner, som er indført i lumen ved hjælp af cytokromkomplekserne, bruges til at danne ATP ved hjælp af enzymet ATP-syntase.

Et karotenoid befinder sig tæt ved P680 og P700. Når tyrosin Z (TYR Z) eller procescentret ikke kan forsyne P680 eller P700 med elektroner, afgiver karotenoidet en elektron, sådan at det undgås, at de to klorofyltyper ødelægger procescentret ved at hente en elektron hos et nabomolekyle. Karotenoiderne kan sprede deres energi i form af varme, hvis der kommer for meget energi ind i procescentret.

### Calvincyklussen eller ”Mørkefasen”
I næste omgang gør energien i ATP og NADPH det muligt at binde kulstof fra CO2 med brintatomer fra vand. Det foregår i til Calvincyklussen eller kulstofbindingsfasen. Denne proces bærer også navnet "mørkefasen", selv om den sagtens kan foregå i lys. Betegnelsen henviser bare til den kendsgerning, at lyset ikke er direkte nødvendigt i denne fase – i modsætning til situationen i den fotokemiske fase ("lysfasen").
Det bundne kulstof bliver dernæst reduceret til glucid ved at få tilføjet elektroner og protoner (H+). Reduktionspotentialet stammer fra NADPH'et, som har optaget elektroner under den fotokemiske fase. Til slut har Calvincyklussen brug for energi i form af ATP for at kunne omdanne kulstof til glucid.
Det er imidlertid sådan hos de fleste planter, at Calvincyklus foregår om dagen, for det er i dagslys, at den fotokemiske proces kan gendanne det NADPH og det ATP, der er uundværligt for omdannelsen af kulstof til glucid. Uden tilgang af lys og uden de stoffer, som dannes i den fotokemiske proces, kan ”mørkefasen” ikke foregå. Den fotokemiske proces ("lysfasen") og Calvincyklus ("mørkefasen") er komplementære, og den ene kan ikke foregå uden den anden.
I mørkeprocessen, der også kaldes sekundærprocessen eller Calvincyklus (efter ham, der opdagede den, nemlig Melvin Calvin), bliver kulstofdioxid (CO2) bundet til en organisk forbindelse, der virker som modtager. De fleste planter med iltfraspaltende fotosyntese hører til gruppen af C3-planter. Her er den første modtager en forbindelse med 5 kulstofatomer, ribulose-1,5-bisfosfat (RubP) og det formidlende enzym hedder ribulose-1,5-bisphosphat-karboxylase/-oxygenase (RubisCO). Hos C4-planter er det stoffet fosfoenolpyruvat (PEP), der fungerer som første CO2-modtager, og her er det enzymet PEP-karboxylase, der hjælper processen frem, men også hos dem ender det med, at CO2 bliver indsluset i Calvincyklussen ved hjælp af RubisCO.
Hos C3-planter går det nydannede molekyle, der har 6 kulstofatomer efter at CO2 er bundet til det, straks i stykker og bliver til 2 molekyler fosfoglycerinsyre (3-fosfoglycerat = glycerinsyre-3-fosfat), der hver har 3 kulstofatomer. I en kompliceret proces, der løber over flere trin, dannes der 12 molekyler af stoffet glycerinaldehyd-3-fosfat (G3P) ud fra 6 optagne molekyler CO2. De 10 G3P-molekyler bliver i cyklussen og danner under ny energitilførsel fra ATP atter de oprindeligt brugte 6 molekyler RubP. G3P kaldes også for 3-fosfoglyceraldehyd (PGAL) eller blot triosefosfat. Triose er et sukkerstof med 3 kulstofatomer.
Triose (G3P) bliver via flere trin reduceret til sukker med NADPH som reduktionsmiddel. Energien til den proces bliver leveret af ATP (adenosintrifosfat). Ved energitabet i forbindelse med fraspaltning af en fosfatrest dannes igen ADP (Adenosindiphosphat). Ud af de 2 overskydende molekyler G3P kan der efter almindelig regning dannes 1 molekyle glukose (druesukker), C6H12O6, men glukosen bliver dog ikke dannet i færdig form. I den videre anvendelse findes der to veje:
1. Fra Calvincyklus bliver der afgivet fructose-6-fosfat, som omdannes til stivelse i grønkornene.
2. Fra Calvincyklus afgives der G3P, som bliver udvekslet med fosfat og overført til cellevæsken, hvor det bliver omdannet til saccharose.

De sukkerstoffer, der dannes i kulstofskiftet, bliver til det organiske stof, der kan bruges i andre stofskifteprocesser som f.eks. produktionen af aminosyrer og lipider (fedtstoffer). Calvincyklus bruges også til binding af CO2 hos nogle organismer, som ikke har fotosyntese, nemlig de kemoautotrofe bakterier.

### C3- overfor C4fotosyntese og CAM

#### De forskellige typer af kulstofbinding
Planterne viser forskellige mekanismer i deres binding af kulstof. Disse tre forskellige mekanismer varierer med hensyn til effektivitet, og fotosyntesetypen bestemmes ud fra antallet af kulstofatomer i det første organiske molekyle, der bliver dannet under bindingen af kulstoffet.
Hvis man opfatter C3-planternes mekanisme som den ”grundlæggende”, så er C4- og CAM-planternes mekanismer tilpasninger til tørre miljøer. For øvrigt har 98% af de grønne planter en mekanisme af typen C3.

#### Mekanismen hos C3-planter
Det første trin i Calvincyklus består i en binding af kulstof fra CO2 i stoffet ribulose 1,5 bisfosfat, katalyseret af enzymet RubisCO. Herved dannes to molekyler med hver 3 kulstofatomer (3-fosfoglycerinsyre). Det CO2, der er bundet ved hjælp af RubisCO, stammer fra atmosfærisk CO2, som er diffunderet ind via spalteåbningerne og derefter i opløst form videre gennem bladets celler til grønkornenes stromaer. RubisCO kan desuden katalysere en proces, hvor ilt træder i stedet for CO2. Det giver anledning til den såkaldte fotorespiration, som tilsyneladende er en ulempe for planten, da den bevirker en nedsættelse af fotosyntesens nettoudbytte.

#### Mekanismen hos C4-planter
Enzymet RubisCO, som opfanger CO2, har som nævnt den anden egenskab at kunne binde ilt (O2), hvad der fremkalder et tab af organisk stof. Det er den fotorespiration, hvis nyttevirkning ikke er forstået til bunds (man formoder, at den gør det muligt at opsuge en uheldig koncentration af O2 i cellen, hvad der beskytter mod iltning, eller også giver den mulighed for at danne aminosyrer som f.eks. serin i mitokondrierne hos de berørte planter, – men under alle omstændigheder sker det med en nedgang i fotosynteseudbyttet).
For at undgå fotorespiration har C4-planterne et andet kulstofbindende enzym, fosfo-enol-pyruvate-karboxylase (PEP-karboxylase). Det atmosfæriske CO2 bliver hurtigt opfanget af PEP-karboxylasen, som omsætter det til et organisk stof med 4 kulstofatomer (oxaloacetat og derefter malat eller aspartat). Disse processer finder sted i bladets mesofyl (en cellemasse mellem bladets ribber). Stoffet med de 4 kulstofatomer bliver derefter transporteret til cellerne i skeden omkring karstrengene, hvor et enzym er indrettet til at frigøre det opfangede CO2 og genskabe transportmolekylet. CO2'et et således koncentreret i disse celler og bliver her bundet af RubisCo efter samme mekanisme, som kendes fra C3-planterne, men med et bedre udbytte. Denne fotosyntesemekanisme findes først og fremmest bland græsser fra tropiske og tørre egne som f.eks. sukkerrør og sorghum. Fotorespiration findes slet ikke eller er meget svag hos disse planter på grund af en bedre udnyttelse af CO2.
C4-planterne opnår derfor deres gevinst ved en rumlig adskillelse af den lyskrævende og den ikke-lyskrævende fase.
C4-planter opbevarer CO2 kemisk i mesofylcellerne ved at hæfte det til et molekyle med 3 kulstofatomer, fosfoenolpyruvat (PEP). Det er en proces, som katalyseres af et enzym, der kaldes PEP-karboxylase, og som danner en organisk syre med 4 kulstofatomer, oxaleddikesyre. Oxaleddikesyre eller malat, der bliver dannet ved den proces, bliver så flyttet til specialiserede strengceller, hvor enzymet RubisCO og andre enzymer fra Calvins cyklus findes, og hvor CO2, der atter er frigivet fra malatet ved dekarboxylering, bindes ved hjælp af RubisCO til et sukkerstof med 3 kulstofatomer, 3-fosfoglycerat. Den fysiske adskillelse af RubisCO fra de iltfrembringende lyskrævende processer nedsætter fotorespirationen og øger CO2-bindingen og dermed bladets fotosyntesekapacitet. Planter, der mangler PEP-karboxylase, kaldes C3-planter, fordi den primære karboxyleringsproces, der katalyseres af RubisCO, frembringer sukkerstof med 3 kulstofatomer (3-fosfoglycerat) direkte i Calvincyklus. C4-planter kan producere mere sukker end C3-planter under forhold med meget lys og høj temperatur. Mange vigtige afgrøder er C4-planter: majs, sorghum, sukkerrør og hirse f.eks.

#### Planternes svar på et varmt og tørt miljø
I varme og tørke er planterne "tvunget" til at lukke deres spalteåbninger i kortere eller længere tid for at undgå at tabe vand. Det nedsætter hastigt CO2-trykket i bladene, fordi alt CO2 inde i bladet bliver brugt i fortosyntesen. C4-planternes stofskifte har den fordel, at de kan fortsætte produktionen selv under forhold, hvor spalteåbningerne er lukkede, fordi de har et indre depot af CO2.
Mange forskellige arter er C4-planter. Figenkaktus er et eksempel fra Kaktus-familien. Majs er også en C4-plante, selv om den ikke er tilpasset et tørt miljø (det er én af de mest vandforbrugende kulturer). C4-egenskaberne har den arvet fra sin afstamning hos slægten Teosinte, der er tilpasset varme og tørre forhold. Den egenskab er blevet fastholdt ved bevidst udvælgelse af de oprindelige dyrkere, fordi den sikrer et bedre udbytte.

#### Mekanismen hos CAM (Crassulacean Acid Metabolism)-planter
Disse planter har de samme to typer kulstofbindende enzymer, som C4-planterne har. De afviger fra dem på den måde, at kulstofbindingen ikke holdes adskilt rumligt, men derimod tidsmæssigt (nat og dag henholdsvis). I løbet af natten er spalteåbningerne åbne og planten opbygger et lager af malat, som gemmes hen i vakuolerne hos de fotosyntetiserende celler. I løbet af næste dag bliver dette malat tilbagedannet til CO2, og Calvincyklus kan fungere trods de lukkede spalteåbninger. Denne mekanisme kan findes hos sukkulenter, og den gør det muligt at nedsætte vandtab ved fordampning, da spalteåbningerne holdes lukkede i dagtimerne, uden at optagelsen af CO2 på den måde bliver ændret.
Under varme og tørre forhold lukker planterne deres spalteåbninger for at undgå vandtab. Under de betingelser vil tilgangen til CO2 mindskes og mængden af fri ilt, som er produceret under de lyskrævende processer, vil øges i bladene, hvad der udløser en øget fotorespiration under den proces, der kaldes ribulose-1,5-bisfosfat carboxylase/oxygenase, og det betyder en nedsat kulstofbinding. Visse planter har udviklet mekanismer, der øger mængden af CO2-koncentrationen i bladene – selv under disse forhold.
Xerofytter som f.eks. kaktus-arterne og de fleste andre sukkulenter bruger også PEP-karboxylase ved indfangningen af CO2, men det sker i en proces, der kaldes CAM-fotosyntese (CAM står for Crassulacean acid metabolism). Modsat C4-stofskiftet, der holder CO2-bindingen fysisk adskilt fra Calvincyklus, adskiller CAM kun disse to processer i tid. CAM-planter har en bladanatomi, der afviger fra C4-planternes, og de binder CO2 om natten, mens deres spalteåbninger er åbne. CAM-planter oplagrer CO2 i form af malinsyre via karboxylering af fosfoenolpyrivat til oxaleddikesyre, der siden bliver reduceret til malat. Dekarboxylering af malatet i løbet af dagen frigiver igen CO2 inde i bladkødet, sådan at bladene kan binde kulstof til 3-fosfoglycerat ved hjælp af RubisCO.

### Fotosynteseligningerne
Ved den fotosyntetiske opbygning af byggeelementer og energistoffer bruges der både organiske og uorganiske stoffer som råmaterialer. I den mest udbredte form for fotosyntese bliver vand brugt som brintkilde, mens CO2 bliver brugt som kulstof- og iltkilde.
Ligningen for dannelse af glukose (C6H12O6) kan tjene som eksempel på skabelsen af det primære produkt:
{\displaystyle {\begin{matrix}{\text{Med tilgang af lys:}}&\mathrm {12\;H_{2}O\rightarrow 12\;H_{2}+6\;O_{2}} \\{\text{og uden tilgang af lys:}}&\mathrm {6\;CO_{2}+12\;H_{2}\rightarrow C_{6}H_{12}O_{6}+6\;H_{2}O} \end{matrix}} \over {\begin{matrix}\mathrm {12\;H_{2}O+6\;CO_{2}+12\;H_{2}\rightarrow 12\;H_{2}+6\;O_{2}+C_{6}H_{12}O_{6}+6\;H_{2}O} \\\\=\mathrm {6\;CO_{2}+6\;H_{2}O\rightarrow C_{6}H_{12}O_{6}+6\;O_{2}} \\\\{\text{(eller mere korrekt)}}\\=\mathrm {6\;CO_{2}+12\;H_{2}O\rightarrow C_{6}H_{12}O_{6}+6\;O_{2}+6\;H_{2}O} \end{matrix}}}

Vand bruges som reduktionsmiddel i forhold til CO2. Ved reduktionen bliver vandmolekylet spaltet (fotolyse): Der opstår fri ilt, elektroner og brintioner (protoner). Ilten afgives til omgivelserne i molekylær form (O2). Ilten stammer fra de spaltede vandmolekyler og ikke' fra CO2. Derfor står der i bruttoligningen foroven 12 vandmolekyler på venstre side, sådan at der kan dannes 6 molekyler fri ilt til højre.
På grund af dannelsen af fri ilt kaldes denne form for fotosyntese (O2) for oxygen-fotosyntese (oxygen = ilt). Det er den metode, der bruges af cyanobakterier og alle eukaryote organismer med fotosyntese. Blandt eksemplerne kan man – foruden de grønne planter – nævne talrige protister, dvs. grønne og farvede, encellede alger. Betydningen af denne proces ligger i, at den skaber den primærproduktion af organiske stoffer, der bruges af de heterotrofe organismer som energikilde og byggestof, og i at den desuden danner O2, som er livsnødvendig for alle de aërobe organismer, og som næsten udelukkende bliver dannet netop ved fotosyntesen.

## Andre fotosynteseformer
Ud over den iltdannende fotosyntese findes der hos visse bakterier (f.eks. Purpurbakterier og Grønne svovlbakterier) desuden forskellige former for anoxygen fotosyntese (dvs. fotosyntese uden ilt), hvor det ikke er vand, der bruges som reduktionsmiddel for CO2, og hvor der derfor ikke dannes O2. I stedet for vand bruges svovlbrinte (H2S) eller togyldige jern-ioner (Fe++) som reduktionsmiddel. På den måde opstår der i stedet rent svovl (S) eller tregyldige jern-ioner som affaldsprodukter, eller også bruges der molekylært brint (H2) uden dannelse af affaldsprodukter. Hvis der i stedet bliver brugt organiske stoffer som reduktionsmidler, dannes der heller ingen fri ilt, og den type fotosyntese bliver derfor også kaldt anoxygen. F.eks. kan man beskrive fotosyntese med H2S som reduktionsmiddel ved følgende kemiske bruttoligning:
CO2 + 2 H2S → (CH2O) + 2 S + H2
Her står (CH2O) for et fiktivt organisk stof, der er det første produkt af fotosyntesen. Som et eksempel på den lyskrævende proces i denne type anoxygen fotosyntese kan man se en fremstilling overfor, hvor lysprocessen hos de grønne svovlbakterier bliver vist i forenklet og skematisk form.

## Afgørende forudsætninger
Der er tre væsentlige faktorer, der påvirker fotosyntesen, men der er også adskillige andre faktorer, som har indflydelse på proesserne. De tre vigtige er:
- Lysindstråling og -bølgelængde
- Kuldioxidkoncentration
- Temperatur

### Lysintensitet, bølgelængde og temperatur
I begyndelsen af det 20. århundrede undersøgte Frederick Blackman sammen med Gabrielle Matthaei virkningerne af lysintensitet og temperatur på hastigheden i binding af kulstof (kulstofassimilationsraten).
- Ved konstant temperatur varierer kulstofassimilationsraten med indstrålingen, sådan at den stiger, når indstrålingen forøges. Ved højere indstråling fastholdes dette forhold dog ikke, og kulstofassimiationsraten flader ud.
- Ved konstant indstråling øges kulstofassimiliationsraten, når temperaturen stiger inden for et begrænset interval. Ydermere ses denne sammenhæng kun ved høje indstrålingsintensiteter. Ved lav intensitet har stigende temperatur kun ringe indflydelse på kulstofassimilationsrten.

Disse to eksperimenter viser afgørende pointer: For det første vidste man fra tidligere forskning, at de fotokemiske processer generelt ikke bliver påvirket af temperaturen. Men disse eksperimenter viser klart, at temperaturen påvirker kulstofassimilationsraten, og derfor må der være to rækker af processer, der tilsammen udgør hele assimilationsprocessen. De to hold processer er henholdsvis den lyskrævende og den ikke-lyskrævende fase. For det andet illustrerer Blackmans eksperimenter virkningen af begrænsende faktorer. En yderligere begrænsende faktor er lysets bølgelængde. F.eks. kan cyanobakterier, der lever flere meter under havets overflade, ikke modtage de korrekte bølgelængder, der fremkalder den lysinducerede adskillelse af energiladning hos de almindelige fotosyntesefarvestoffer. For at omgå dette problem omgiver en serie af proteiner med andre farvestoffer deres procescentrum. De kaldes tilsammen for et fykobilisom.

### Kuldioxidniveau og fotorespiration
I takt med at CO2-koncentrationen stiger, sker der også en forøgelse i den hastighed, som dannelsen af sukkerstoffer i Calvincyklussen foregår under, indtil andre faktorer bliver begrænsende. RubisCO, det enzym, der opfanger CO2 i Calvins cyklus, har evne til at binde både CO2 og ilt. Når koncentrationen af CO2 er høj, vil RubisCO opfange dette stof, men hvis iltkoncentrationen er høj, vil RubisCO binde ilt i stedet for CO2. Denne proces kaldes fotorespiration, og den forbruger energi uden at der bliver dannet sukkerstof.
RubisCOs oxygenaseaktivitet er en ulempe for planterne af flere grunde:
1. Et af produkterne af oxygenaseaktiviteten er fosfoglycolat (med to 2 kulstofatomer) i stedet for 3-fosfoglycerat (der har 3 kulstofatomer). En høj oxygenaseaktivitet tapper derfor de sukkerstoffer ud af processen, som er nødvendige for genbruget af ribulose-5-bisfosfat og dermed for, at Calvins cyklus kan fortsætte.
2. Fosfoglycolat omdannes hurtigt til glycolat, som er giftigt for en plante i høj koncentration. Derfor kan stoffet hæmme fotosyntesen.
3. For at genanvende glycolatet skal der bruges en energikostbar proces (glycolatvejen), og kun 75 % af kulstoffet vender tilbage til Calvins cyklus som 3-fosfoglycerat.

En groft simplificeret formel lyder:
2 glycolat + ATP → 3-fosfoglycerat + CO2 + ADP +NH3
Denne genbrugsmetode for de uheldige produkter af RubisCOs oxygenaseaktivitet kaldes almindeligvis for fotorespiration, da den er kendetegnet af en lysforbrugende iltoptagelse og frigivelse af CO2.

## Effektivitet og virkningsgrad
Der findes forskellige målestokke, når man vil sætte tal på virkningerne af fotosyntesen i forhold til den forbrugte energi.
Virkningsgraden er forholdet mellem forøgelsen af energiindholdet i de produkter, der skabes ved fotosyntesen, og den mængde lysenergi, der er forbrugt i fortosyntesen. Man kan også sætte andre mål for fotosynteseproduktet (f.eks. masse eller stofmængde) i forhold til energiforbruget. De talstørrelser, man finder, betegner man som effektivitet, hvor man dog må sørge for, at måleenheden svarer til den valgte størrelse af fotosynteseproduktet (f.eks. gram overfor Joule henv. Mol overfor Joule).

Hvis man vil illustrere den primære effekt af fotosyntesen hos et grønkorn eller en mikroorganisme, så måler man energiindholdet (måleenhed: joule), massen (måleenhed: gram) eller stofmængden (måleenhed: mol) i et af de første fotosynteseprodukter, som regel glukose (druesukker). Vil man betragte en hel plante, et plantesamfund, en population af mikroorganismer eller de globale forhold, er det fordelagtigt at måle i forhold til den samlede, udtørrede biomasse (eller det kulstof, der er i den).

### Effektivitet
Fotosyntesens effekt kan man sætte i forhold til forskellige energistørrelser (måleenhed: joule), sådan at der findes en række forskelligt definerede størrelser for effektiviteten. I det følgende er de anvendte energistørrelser anført.
1. Fotonernes energi, som må omsættes til fremskaffelse af de nødvendige mængder af reduktionsækvivalenter (NADPH+H+) og ATP i fotosystemerne, altså de faktisk fotokemisk virksomme fotoner.
2. Energien i de protoner, som fotosystemerne optager, indbefattet dem, som ikke er fotokemisk virksomme.
3. Energien i den samlede mængde lys, som grønkornene har opfanget.
4. Energien i det lys, som bladene har opfanget.
5. Energien i det lys, som er indstrålet til en plantebestand eller en population af mikroorganismer.
6. Energien i det lys, som er indstrålet til dele af jordkloden eller til hele kloden.

Man kan enten måle energien i hele spektret af indstrålet sollys, eller man kan måle på den del af spektret, som principelt set er anvendelig for fotosyntesen. Hos planter og alger drejer det sig – alt efter forskeren – enten om bølgelængder mellem 360 og 720 nm, om bølgelængder mellem 360 og 700 nm eller om bølgelængder mellem 400 og 700 nm. Man betegner denne del af solstrålingen som ”fotosynteseaktiv stråling” (engelsk: ”fotosyntetiskally Active Radiation”, forkortet ”PAR”). Alt afhængigt af det valgte bølgelængdeområde udgør energien i PAR 40-50 % af den samlede indstråling.

### Virkningsgrad
Virkningsgraden, som opgør den primære effekt af fotosyntesen i forhold til energien i de fotokemisk virksomme fotoner, beregnes på følgende måde:
Som grundlag for beregningen anvendes de frekvenser, som passer med klorofylets maksimale absorptioner.
- For at sætte en elektron i en energirig (”eksiteret”) tilstand kræves der et lyskvant (foton).
- For at reducere et NADP+ skal der bruges to elektroner og en proton.
- Da hver elektron bliver eksiteret to gange (via fotosystem II og I), skal der bruges fire protoner for at skabe en NADPH+H+.
- Da der skal bruges 24 elektroner (hnv. 12 NADPH) til fremstillingen af ét molekyle glukose ud fra CO2 og vand, skal der altså tilsammen bruges 48 lyskvanter.
- Lyskvanternes energi er afhængig af deres bølgelængde:
  - E(λ = 400 nm) = 298 kJ/mol (blåt lys)
  - E(λ = 700 nm) = 168 kJ/mol (rødt lys)
- Til fremstilling af et mol glukose kræves altså en energi, som alt efter bølgelængden udgør mellem 14.300 kJ (blåt) og 8.064 kJ (rødt)
- Den frie reaktionsentalpi for dannelsen af glukose ud fra CO2 og H2O er understandardforhold = 2862 kJ/mol.
- Det giver en virkningsgrad på 20,0 % for blåt og 35,5 % for rødt lys.

### Global effektivitet
På verdensplan er det cyanobakterier og grønalger (de såkaldte fytoplankton), som producerer mest ilt, og først derefter kommer skovene. Man har længe ment, at kun de kolde og tempererede har skabte et iltoverskud, men en nyligt offentliggjort undersøgelse viser, at også de subtropiske producerer ilt, ganske vist med en sæsonbestemt uregelmæssighed.
Når man beregner den globale effektivitet ved fotosyntesen, sætter man biomassen, udtrykt som årlig nettoprimærproduktion, i forhold til den årlige indstråling af sollys. På den måde kan man indsætte følgende strålingsstørrelser:
| Solens totalindstråling til Jorden oven for atmosfæren                                                        | 5,6 • 1024 J år-1 (joule pr. år) |
| Den indstråling, der når gennem atmosfæren til jordoverfladen ved havniveau (næsten kun λ = 200 – 2500 nm)    | 3,8 • 1024 J år-1                |
| Det fotosyntetisk virksomme spektralområde af den stråling, som når overfladen ved havniveau (λ = 360–720 nm) | 1,6 • 1024 J år-1                |
| Indstråling, som rammer de bevoksede områder (dvs. uden oceaner, ørkener og is- eller sneflader)              | 2,3 • 1024 J år-1                |
| Indstråling på de bevoksede områder, men i det fotosyntetisk aktive spektralområde (λ = 360–720 nm)           | 1,0 • 1024 J år-1                |

Den fladerelevante indstråling på jordoverfladen og i klart vejr er afhængig af breddegrad og årstid, som f.eks.:
| Sommersolhverv ved Nordpolen                     | 27 • 106 J m-2 d-1 (joule pr m² og pr dag) |
| Sommersolhverv ved den nordlige vendekreds       | 30,5 • 106 J m-2 d-1                       |
| Vintersolhverv inden for den nordlige polarkreds | 0                                          |
| Vintersolhverv ved ækvator                       | 24,5 • 106 J m-2 d-1                       |

Fotosyntesens effektivitet sat i forhold til den totale solindstråling på Jorden:
| Totalindstråling                                                                      | 100 % |
| deraf Strålingsenergi i bølgelængder, der er brugbare i fotosyntesen (λ = 360–720 nm) | 43 %  |
| deraf 80 % opfanget af landplanter ved gunstigste bladstilling                        | 34 %  |
| deraf fotosyntesens virkningsgrad: 23 % udnyttet                                      | 7,9 % |
| 33 % tab ved fotorespiration, altså 67 % nettoudbytte                                 | 5,3 % |

Den faktiske effektivitet i marken er dog ringere af forskellige grunde, bl.a. på grund af en CO2-koncentration under det optimale:
| kortfristet og i forhold til den enkelte plante (biomasseproduktion 11 til 54 g m-2 d-1) | 1,4 til 4,3 % |
| over et helt år og i forhold til den enkelte plante og det geografiske sted              | 0,1 til 2,4 % |

### Afhængighed af abiotiske faktorer
Fotosynteseraten kan illustreres ved at man måler mængden af produceret ilt eller glukose pr. tidsenhed. Den er afhængig af flere forskellige, ydre faktorer:
- Plantetype: C4-Planter når op på en højere fotosynteserate end de almindelige planter (C3-planter) i fuld sol, og de når på deres siden højere op end dem, der står i skygge.
- Bølgelængde: Klorofylet omsætter hovedsageligt langbølget (rødt) og kortbølget (blåt) lys til kemisk energi. Det brugbare spektrum kan dog udvides ved hjælp af andre pigmenter som karotinoider og fycobiliner.
- Strålingsmængde: Fotosyntesen indledes først, når en bestemt tærskelværdi er nået. Den er lavere hos skyggeplanter end hos solplanter, men den har sit gunstigste niveau ved ca. 230 W/m².
- Temperatur: Den bedste temperatur for fotosyntese i kraftigt lys ligger mellem 20 og 35 °C (men det varierer fra art til art). Derefter svinder fotosyntesen stærkt ind, indtil den næsten er indstillet ved ca. 50 °C, hvad der hænger sammen med ødelæggelse af de nødvendige enzymer.
- CO2: Fotosyntesen fungerer bedst ved et CO2-indhold mellem 0,1 og 1,0 volumen-%. Atmosfærisk luft har kun et indhold på ca. 0,03 volumen-%, hvad der medfører, at planterne arbejder under mindre gunstige betingelser. Hvis koncentrationen var højere, ville planterne vokse hurtigere og afgive mere ilt. (Mange gartnere ”gøder” deres væksthuse med CO2).
- Vand: Under tørke lukker planterne deres spalteåbninger. På den måde mindskes fordampnigstabet, og planten beskyttes mod udtørring. Det standser dog plantens udveksling af luftarter (CO2 og ilt), og som følge deraf standses fotosyntesen.

### Produktivitet hos bestemte biomer
Den årlige fotosyntese-nettoprimærproduktion, det vil sige primærproduktionen fratrukket tab ved ånding og udtrykt som kulstofmængden i den dannede biomasse:
|              | Areal             | Biomasse                          |
| ------------ | ----------------- | --------------------------------- |
| Oceaner      | 360 millioner km² | 28 milliarder ton årligt (35,4 %) |
| Landjord     | 150 millioner km² | 52 milliarder ton årligt (64,6 %) |
| Jorden i alt | 510 millioner km² | 80 milliarder ton årligt (100 %)  |

Den gennemsnitlige, årlige fotosyntese-nettoprimærproduktion udgør
| Tropiske regnskove                | 990 g m² a-1 | (gram pr. kvadratmeter og år) |
| Flodmundinger                     | 710 g m² a-1 |                               |
| Løvskove                          | 580 g m² a-1 |                               |
| Savanner                          | 410 g m² a-1 |                               |
| Nåleskove                         | 360 g m² a-1 |                               |
| Agerjord                          | 290 g m² a-1 |                               |
| Græsområder i de tempererede egne | 270 g m² a-1 |                               |
| Søer og floder                    | 200 g m² a-1 |                               |
| Kontinentalsokler                 | 160 g m² a-1 |                               |
| Tundraområder                     | 60 g m² a-1  |                               |
| Åbne oceaner                      | 56 g m² a-1  |                               |
| Ørkener og halvørkener            | 40 g m² a-1  |                               |
| Klipper, sand og is               | 1 g m² a-1   |                               |

Den maksimale produktivitet hos dyrkede planter på lysåbne flader og under gunstige betingelser, beregnet som biotørmasse pr. flade- og tidsenhed:
| over korte tidsrum | C4-planter i subtroperne | 400 kg ha-1 d-1 |
|                    | C3-planter i Europa      | 200 kg ha-1 d-1 |
| over et helt år    | C4-planter i subtroperne | 80 t ha-1 a-1   |
|                    | C3-planter, Europa       | 20 t ha-1 a-1   |

## Betydning for livet på landjorden
Under de nuværende betingelser for solindstråling skaber fotosyntesen årligt en primærproduktion på ca. 100 milliarder ton tørstof. Fotosyntesen er den direkte eller indirekte drivkraft bag alle bestående økosystemer på Jorden. Selv biocønoserne (livsfællesskaberne) ved de varme kilder på havbunden, der bruger uorganiske forbindelser af geotermal oprindelse som energikilde og er fuldstændigt afsondret fra sollyset, er henvist til ilten, der er et affaldsstof fra fotosyntesen.
I dag er planterne på landjorden ansvarlige for cirka halvdelen af den fotosyntetiske primærproduktion. Selvom biomassen af de havlevende primærproducenter meget ringe og kun udgør 0,2 % af den globale biomasse, er omsætningen af havlevende mikroorganismer op til 700 gange hurtigere end den er hos landlevende planter. Derfor skaber de havlevende primærproducenter trods deres ringe biomasse en omtrent lige så stor primærproduktion som de landlevende planter.
Den globale CO2-binding sker næsten udelukkende gennem den iltdannende fotosyntese. Den ikke-iltdannende fotosynteses betydning for den globale CO2-binding ligger på under 1 %. Det er der to grunde til: For det første findes lysafhængige svovlbakterier, der er den dominerende gruppe blandt de ikke-iltkrævende, lysafhængige organismer i de forskellige økosystemer, kun i stort antal i nogle tidevandszoner. De økosystemer, hvor disse organismer findes, bidrager således kun til den globale primærproduktion med ca. 4 %. I have med lysafhængige svovlbakterier ligger deres andel af primærproduktionen tilmed kun på ca. 29 %. Derfor antager man ud fra aktuelle forskningsresultater, at den ikke-iltdannende fotosyntese bidrager med mindre end 1 % til den globale primærproduktion.
For det andet er disse organismer afhængige af reducerede svovlforbindelser. Disse forbindelser opstår ved anaërob nedbrydning af organiske forbindelser til CO2 ved hjælp af sulfat – den såkaldte bakterielle sulfatreduktion. Da dette organiske kulstof allerede i forvejen var bundet ved en iltdannende fotosyntese, giver en fornyet fotosyntese på grundlag af bakteriedannede svovlforbindelser intet nettotilskud af organiske forbindelser til de højere trin i fødenettene. Af samme grund indførte Norbert Pfennig i 1978 begrebet ”sekundær primærproduktion”. De ikke-iltkrævende, lysafhængige organismer kan derfor kun udligne de tab af organiske forbindelser, som opstår ved nedbrydning af organisk stof. En undtagelse har man dog i de geotermale svovlkilder, for her har svovlforbindelserne ikke-organisk oprindelse.
Ved siden af CO2-bindingen ved den iltdannende fotosyntese spiller skabelsen af fri ilt også en vigtig rolle. Her på Jorden findes fri ilt (O2) som luftart i atmosfæren og opløst i vandmasserne. Den stammer næsten udelukkende fra den iltdannende fotosyntese. Uden den iltdannende fotosyntese kunne aërobe organismer som mennesker og dyr ikke overleve, da det kun er ved den proces, at der dannes fri ilt til deres ånding og organiske stoffer til deres energioptagelse og stofskifte.
- Alle de fossile råstoffer og energikilder som brunkul, stenkul og råolie er resultater af fotosyntesen.
- I stratosfæren dannes der ozon (O3) ud fra fri ilt (O2), og den opfanger en stor del af den UV-stråling, som er skadelig for levende organismer. Først da ozonen var dannet, kunne det lykkes livet at trænge op på landjorden.
- Vegetationen skaber ved deres skyggevirkning og fordampning et mere mildt klima.

## Evolution
De tidlige, fotosyntetiske systemer, såsom dem hos grønne og purpurrøde svovlbakterier og dem hos de grønne og purpurrøde ikke-svovlbakterier formodes at have været ikke-iltdannende, fordi de har brugt andre molekyler end vand som elektrondonorer. De grønne ikke-svovlbakterier har brugt forskellige aminosyrer og andre organiske syrer. De purpurrøde ikke-svovlbakterier har brugt en række forskellige organiske molekyler. Anvendelsen af disse molekyler stemmer godt overens med de geologiske vidnesbyrd om, at atmosfæren var meget reducerende på det tidspunkt.
Fossiler af noget, som man formoder har været tråddannende, fotosyntetiske organismer, er dateret til en alder på 3,4 milliarder år.
Den vigtigste kilde til den frie ilt i Jordens atmosfære er den iltdannende fotosyntese, og dens første dannelse kaldes ofte for ”iltkatastrofen”. Geologiske fund antyder, at iltdannende fotosyntese, f.eks. cyanobakteriernes, blev afgørende i løbet af den palæoproterozoiske periode for ca. 2 milliarder år siden. Moderne fotosyntese hos planter og de fleste fotosyntetiske prokaryoter er iltdannende. Iltdannende fotosyntese bruger vand som en elektrondonor, der bliver omdannet til fri ilt i det fotosyntetiske procescentrum.

### Grønkornenes oprindelse
Hos planterne foregår fotosyntesen i organeller, der kaldes grønkorn. De har mange ligheder med cyanobakterierne, deriblandt en cirkelrund form, ribosomer af prokaryotisk type, og ensartede proteiner i det fotosyntetiske procescentrum.
Den endosymbiotiske teori formoder, at bakterier blev knyttet til eukaryotiske celler i en endocytose), hvorved de første planteceller opstod. Derfor kan grønkorn være fotosyntetiske bakterier, som tilpassede sig livet inde i plantecellerne. Ligesom mitokondrierne har grønkornene stadig deres eget DNA, som er adskilt fra deres værtplantes cellekerne-DNA, og generne i dette grønkorn-DNA ligner dem hos cyanobakterierne.
De to havlevende arter af bløddyr Elysia viridis og Elysia chlorotica har på samme måde et symbiotisk forhold til de grønkorn, som de optager med de alger, de æder. Det giver bløddyrene mulighed for at leve af fotosyntese gennem adskillige måneder.

### Cyanobakterier og udviklingen af fotosyntese
Den biokemiske evne til at bruge vand som elektronkilde udviklede sig én gang, nemlig hos en fælles forløber for de nuværende cyanobakterier. Geologiske oversigter viser, at denne begivenhed foregik tidligt i Jordens historie, for mindst 2.450-2.320 millioner år siden og muligvis endda meget tidligere. De tilgængelige beviser fra geobiologiske undersøgelser af den arkæiske (>2.500 millioner år) undergrund viser, at livet fandtes for 3500 millioner år siden, men spørgsmålet om, hvornår den iltdannende fotosyntese opstod, er stadig uafklaret. Et klart, palæontologisk vindue til cyanobakteriernes evolution åbnedes for ca. 2.000 millioner år siden, og det afslørede en allerede opstået diversitet blandt former af blågrønne bakterier. Cyanobakterierne forblev de vigtigste primærproducenter gennem hele den proterozoiske tidsalder (for 2.500-543 millioner år siden), delvist fordi oceanernes redoxstruktur begunstigede fotoautotrofe organismer, der kunne binde kvælstof. [kilde mangler] Grønalger fulgte og blev sammen med cyanobakterierne de vigtigste primærproducenter nær kontinentalsoklerne ved afslutningen af proterozoikum, men først med udviklingen i mesozoikum (for 251-65 millioner år siden) af dinoflagellater, kalkflagellater og diatoméer fik primærproduktionen i vandene over kontinentalsoklerne en moderne form. Cyanobakterier er stadig afgørende for havets økosystemer som primærproducenter i oceanstrømmene, som dem, der binder kvælstof, og som plastider hos havalger – omend i modificeret form.

### Hos planterne
De fleste planter er fotoautotrofe, og det vil sige, at de kan danne føde direkte fra uorganiske stoffer under anvendelse af lysenergi – f.eks. fra solen, i stedet for at æde andre organismer eller at basere sig på næringsstoffer fra dem. Det er til forskel fra de kemoautotrofe, som ikke er afhængige af lysenergi, men henter energi fra uorganiske stoffer.
6 CO2 + 6 H2O → C6H12O6 + 6 O2
Energien til fotosyntesen kommer i sidste ende fra opfangede fotoner, og processen omfatter et reducerende stof, som er vand i planternes tilfælde, og en udledning af affaldsproduktet ilt. Lysenergien omdannes til kemisk energi i form af ATP og NADPH, som bliver brugt ved stofopbygningen under den fotoautotrofe proces. Bruttoligningen for de lysafhængige processer i forbindelse med den ikke-cykliske elektronstrøm hos de grønne planter lyder:
2 H2O + 2 NADP+ + 2 ADP + 2 Pi + light → 2 NADPH + 2 H+ + 2 ATP + O2
Det er især vigtigt, at planter bruger den kemiske energi til at indsætte kulstof fra CO2 i kulhydrater og andre organiske stoffer under de lysafhængige processer. Bruttoligningen for kulstofbinding (nogle gange også betegnet som kulstofreduktion) hos grønne planter lyder:
3 CO2 + 9 ATP + 6 NADPH + 6 H+ → C3H6O3-fosfat + 9 ADP + 8 Pi + 6 NADP+ + 3 H2O
Ved kulstofbindingen produceres der – for at være mere præcis – et mellemprodukt, der bagefter bliver omdannet til de endelige produkter: kulhydraterne. Kulstofskeletterne, som bliver dannet under fotosyntesen, bruges derefter til at skabe forskellige organiske stoffer, såsom byggematerialet cellulose, grundelementer til lipid- og aminosyrestofskiftet eller som brændstof i cellernes ånding. Den sidstnævnte anvendelse findes ikke blot hos planterne, men også hos dyrene, i og med at energien fra planterne strømmer gennem fødenettene. Organismer, der er afhængige af andres fotosyntese eller kemosyntese, kaldes heterotrofe. I grove træk er ånding det modsatte af fotosyntese: Glukose og andre stoffer bliver iltet, så der opstår CO2, vand og kemisk energi. Men de to processer forløber gennem forskellige rækker af kemiske reaktioner, og de foregår i forskellige dele af cellerne (henholdsvis i grønkorn og mitokondrier).
Planter opfanger hovedsageligt lyset ved hjælp af farvestoffet klorofyl, og det er grunden til, at planterne er grønne. Klorofylets funktion bliver ofte støttet af andre hjælpefarvestoffer, såsom karotener og xantofyller. Både klorofyl og hjælpefarvestofferne findes i de af cellernes organeller , som kaldes grønkorn. Skønt alle celler i de grønne planter har grønkorn, bliver det meste af lyset opfanget i bladene. Cellerne i bladets midterste væv, som kaldes mesofyllet, kan indeholde mellem 450.000 og 800.000 grønkorn for hver mm² bladareal. Bladets overflade er dækket af et ensartet lag af vandafvisende voks, kutikula, som beskytter bladet mod for stor fordampning af vand, og som dæmper optagelsen af UV-lys eller blåt lys for at mindske opvarmningen. Det gennemsigtige overhudslag tillader lyset at trænge ind til palissadecellerne, hvor hovedparten af fotosyntesen foregår.
Planter omdanner lys til kemisk energi med en maksimal effektivitet på ca. 6 %. Til sammenligning omdanner solceller lys til elektricitet med en effektivitet på 10-20 %. De individuelle planters fotosyntetiske effektivitet afhænger af bølgelængden af det lys, de modtager, af lysintensiteten, af temperaturen og af mængden af CO2 i atmosfæren.

### Hos alger og bakterier
Alger findes i utallige former lige fra flercellede organismer som tang til mikroskopiske, encellede organismer. Selv om de ikke er så komplekse som landplanterne, er den biokemiske proces i fotosyntesen den samme. Næsten præcis som hos planterne har algerne grønkorn og klorofyl, men der findes hjælpefarvestoffer, såsom fykocyanin, karotener og xantofyller, hos nogle af algerne, hvad der giver dem en bred variation af farver. Brunalger og diatoméer indeholder dog fukoxantol som hovedfarvestof. Alle alger skaber fri ilt, og mange er autotrofe. Der er dog nogle, som er heterotrofe, og de lever af materialer, der er dannet af andre organismer. På koralrevene er der f.eks. et symbiotisk forhold mellem algen zooxanthel og polypdyrene i korallerne.
Fotosyntetiske bakterier har ikke grønkorn og har heller ikke andre former for membran-afgrænsede organeller. I stedet foregår fotosyntesen direkte i selve cellen. Cyanobakterier har thylakoidmembraner, der svarer ret nøje til dem, man finder omkring grønkorn, og de er de eneste prokaryoter, der har en iltskabende fotosyntese. Faktisk mener man nu, at grønkorn er udviklet fra en endosymbiotisk bakterie, der også var ophav til cyanobakterierne. De andre fotosyntetiske bakterier har en række forskellige farvestoffer, bakterieklorofyller, og de producerer ikke fri ilt. Visse bakterier, som f.eks. arter af slægten Chromatium, ilter svovlbrinte i stedet for vand under fotosyntesen, og de producerer svovl som biprodukt. Alle organismer med fotosyntese må leve i den fotiske zone, hvor der er adgang til sollys, undtagen dem, der lever ved havbundens svagt lysende, varme kilder.

### Variation hos bakterier
Tanken om, at produktionen af fri ilt ikke er direkte forbundet med binding af CO2, blev først fremsat af Cornelis Van Niel i 1930'erne, hvor han studerede fotosyntetiske bakterier. Bortset fra cyanobakterierne har bakterier kun et fotosystem, og de bruger andre reduktionsmidler end vand. De skaffer elektroner fra en række forskellige uorganiske stoffer, heriblandt svovlforbindelser eller brintforbindelser, og derfor bliver der for det meste ikke produceret ilt af disse bakterier.
Andre, som f.eks. de halofile (saltelskende) arker, har skabt sig nogle specielle purpurfarvede membraner, hvor farvestoffet bakterierhodopsin indfanger lys og producerer energi. Disse membraner var et af de første steder, hvor man kunne påvise kemiosmose: lyset rammer membranen og pH i væsken omkring den falder i takt med, at der bliver pumpet protoner ud af membranen.

## Andre sider af fotosyntesen
- En mulighed for at øge vækst og udbytte hos kulturplanterne består i at holde alle faktorer, der er vigtige for fotosyntesen, på et optimum. Det kan man først og fremmest gøre hos væksthuskulturerne.

- Skoves og parkers funktion som ”grønne lunger” er især vigtig nær større byer og andre områder med koncentreret, menneskelig aktivitet. Det skyldes i første række dannelsen af fri ilt, men har desuden også at gøre med deres virkning som støvfiltre. Med blade og nåle virker skove og parkers træer som kæmpemæssige filtre. Én hektar bøgeskov kan filtrere cirka 70 ton støv ud af luften årligt, mens en granskov af samme størrelse kan fjerne ca. 30 ton støv.

## Kunstig fotosyntese
Talrige undersøgelser har haft til formål at opnå en kunstig genskabelse af fotosyntesens processer.
I 2007 afslørede et forskerhold under ledelse af dr. Hideki Koyanaka ved universitetet i Kyoto en proces, baseret på mangandioxid, som i teorien skulle kunne opfange CO2 300 gange mere effektivt end planterne Dette resultat skal dog bekræftes ved offentliggørelse i et videnskabeligt tidsskrift, hvilket endnu (i 2013) ikke er sket.

## Forskningshistorie
Selv om nogle af mellemleddene i fotosyntesen stadig ikke er fuldstændigt forstået, har den overordnede fotosyntese-ligning været kendt siden det 19. århundrede.
- I oldtiden mente Aristoteles, at jorden skaffede planterne de grundstoffer, de behøvede.

- I det 17. århundrede indledte Jan Baptist van Helmont udforskningen af processen, da han omhyggeligt målte massen af den jord, som planten brugte, samt plantens masse, mens den voksede. Hans eksperiment viste, at en pil, plantet i et kar, forøgede sin vægt med 77 kg på 5 år, mens jorden i karret kun tabte 57 kg i vægt. Da han bemærkede, at jordmassen altså ikke mindskedes lige så meget som plantens masse øgedes, opstillede han den hypotese, at den voksende plantes masse måtte komme fra vandet, som var det eneste, han gav til den pottede plante. Hans hypotese var kun delvist rigtig – meget af den øgede masse kommer fra CO2 lige så vel som fra vand. Det var imidlertid det springende punkt for tanken om, at hovedparten af plantens biomasse kommer af tilskud fra fotosyntesen og ikke fra jorden selv.

- I det 18. århundrede skaffede flere forskere viden om ånding og produktion af ilt hos planterne, og om lysets betydning for det sidstnævnte fænomen. Det var først to engelske kemikere: Stephen Hales forestillede sig i 1727, at luft og lys bidrog til planternes vækst. Joseph Priestley, der var kemiker og præst, opdagede mellem 1771 og 1777, at når han isolerede en luftmængde under en omvendt krukke og brændte et lys under den, så brændte lyset ud meget hurtigt, længe før det havde brugt voksen. Han opdagede desuden, at en mus ”ødelagde” luften på samme måde. Han viste derpå, at luften, der var blevet ”ødelagt” af lyset og musen, kunne genskabes af en plante.

- I 1779 fastslog den nederlandske læge og botaniker, Jan Ingen-Housz, lysets rolle i planternes produktion af ilt. Senere forstod Jean Senebier, en svejtsisk præst, ud fra Antoine Lavoisiers arbejder over luftens sammensætning, at planterne forbruger CO2 og frigiver ilt i samme fase.

- I 1778 gentog Jan Ingenhousz, der var hoflæge hos den østrigske kejserinde, Priestleys eksperimenter (se ovenfor). Han opdagede, at det var sollysets indflydelse på planten, der fik den til at redde musen i løbet af nogle timer.

- I 1796 viste Jean Senebier, en schweizisk præst, botaniker og naturforsker, at grønne planter forbruger CO2 og frigiver ilt under påvirkning af lys. Kort tid derefter påviste Nicolas-Théodore de Saussure, at den forøgelse af plantens masse, der foregår, mens den vokser, ikke udelukkende kunne skyldes optagelsen af CO2, men også stammede fra forbruget af vand. På den måde havde man opridset den grundlæggende reaktion bag fotosyntesens produktion af føde (som f.eks. glukose).

- I begyndelsen af det 19. århundrede viste Nicolas-Théodore de Saussure forbruget af vand under fotosyntesen. Klorofylet blev isoleret i 1817 af de franske kemikere, Pierre Joseph Pelletier og Joseph Bienaimé Caventou.

- Midt i det 19. århundrede var de store linjer forstået: omdannelsen af lysenergien, forbruget af vand og CO2, produktionen af amid og frigivelsen af ilt.

- Cornelis Van Niel gjorde de centrale opdagelser, der forklarede fotosyntesens kemi. Ved at undersøge purpur-svovlbakterier og grønne svovlbakterier, blev han den første videnskabsmand, der påviste, at fotosyntesen er en lysafhængig redoxproces, hvor brint reducerer CO2.

- Det var først i løbet af det 20. århundrede, at den mere detaljerede forklaring af processerne blev etableret. I begyndelsen af århundredet fik man beskrivelsen af klorofylets kemiske struktur og eksistensen af typerne ”A” og ”B”.

- Robert Emerson opdagede to lysprocesser ved at afprøve planternes produktivitet under anvendelse af lys i forskellige bølgelængder. Med rødt lys alene blev processerne hæmmet. Når man kombinerede blåt og rødt lys, blev udbyttet meget mere betydeligt. Derfor måtte der være to fotosystemer, ét der opfangede lys op til 600 nm bølgelængde, og et andet for lys op til 700 nm bølgelængde. Det første benævnes PSII og det sidste PSI. PSI anvender kun klorofyl A, mens PSII hovedsageligt anvender klorofyl A sammen med størstedelen af det klorofyl B, der er til rådighed, og sammen med andre farvestoffer.[28]

- Robert Hill udførte i 1937 og 1939 andre eksperimenter, der beviste, at den ilt, som de grønne planter producerede under fotosyntesen, stammede fra vand. Han viste, at isolerede grønkorn afgiver ilt, når der er adgang til unaturlige, reducerende stoffer som jern, oxalat, ferricyanid eller benzoquinon efter at være belyst. Hills formel lyder:

2 H2O + 2 A + (lys, grønkorn) ? 2 AH2 + O2
hvor A er elektronmodtageren. Derfor er det sådan, at elektronmodtageren bliver reduceret i lys, samtidig med at ilt bliver afgivet. Som resultat af hans opdagelser kan fotosyntesen nu ses som en reduktion, hvor kulstoffet skifter fra en iltet til en reduceret form: CO2 ? HCHO, mens ilten ændres fra en reduceret til en iltet form: H2O ? O2.
- Samuel Ruben og Martin Kamen brugte radioaktive isotoper for at fastslå, at fotosyntesens frigivne ilt kom fra vandet.

- Melvin Calvin og Andrew Benson afklarede sammen med James Bassham, kulstofbindingens forløb (den fotosyntetiske kulstofreduktionscyklus) hos planter. Denne reduktionscyklus kendes i dag som Calvincyklus, hvad der overser Basshams og Bensons bidrag. Mange videnskabsfolk omtaler den som Calvin-Bensons cyklus eller bare Benson-Calvin, og nogen kalder den endda Calvin-Benson-Basshams (eller CBB) cyklus.

- En nobelprisvinder, Rudolph A. Marcus, kunne afsløre elektrontransportkædens funktion og betydning.